# (100800) 1998 FZ89
(100800) 1998 FZ89 es un asteroide perteneciente al cinturón de asteroides descubierto el 24 de marzo de 1998 por el equipo del Lincoln Near-Earth Asteroid Research desde el Laboratorio Lincoln, Socorro, Nuevo México, Estados Unidos.

## Designación y nombre
Designado provisionalmente como 1998 FZ89.

## Características orbitales
1998 FZ89 está situado a una distancia media del Sol de 2,666 ua, pudiendo alejarse hasta 3,266 ua y acercarse hasta 2,067 ua. Su excentricidad es 0,224 y la inclinación orbital 11,51 grados. Emplea 1590,57 días en completar una órbita alrededor del Sol.

## Características físicas
La magnitud absoluta de 1998 FZ89 es 14,9. Tiene 4,548 km de diámetro y su albedo se estima en 0,064. 